# UHD 한국의 유산 헤리티지 투모로우
UHD 한국의 유산 헤리티지 투모로우는 매주 평일 오전 11시 50분에 KBS 1TV로 방송되었던 한국방송공사의 텔레비전 프로그램이다.

## 기획 의도
역사적 기억의 저장고이자, 민족의 현재를 과거 그리고 미래와 연결시키는 역할을 하는 문화유산. 21세기를 살아가는 우리는 미래 세대에게 어떤 문화유산을 어떤 식으로 알려줄 것인가?